# Србија у ритму Европе 2020.
Србија у ритму Европе 2020.  је дечје музичко такмичење одржано 6. септембра 2020. године у Београду са преносом на Првој српској телевизији. Учествовало је 23 локалних самоуправа. Победник такмичења је Лена Чикириз, представница града Чачка са песмом "Bandido" од Азукар Морено, док су је плесом подржавале четири девојке из Плесног клуба „Луна“, Милица Илић, Ивана Глишовић, Марија Марић и Ивана Митровић.

## Формат
Дечије музичко такмичење "Ритам Европе" које се емитује на телевизији са националном покривеношћу постоји од 2008. и подржано је од стране амбасадора земаља Европе, Израела и Аустралије. Окупља децу и омладину узраста од 14 до 21 године, која поред свог града или општине представљају и певају на језику једне од земаља Европе, Израела и Аустралије. Укупан број градова представника, односно такмичара је највише 24 у једној земљи а најмање 12. Представници града или општине бирају се преко аудиција, а сам процес припреме за такмичење траје 7-9 месеци. Победник такмичења одређује се сабирањем СМС гласова и гласова жирија.
Такмичење је одржано у Београду, али је првобитно требало да буде одржано у Спортској хали у Врању захваљујући победи тог града на такмичењу 2019. у Врњачкој Бањи. Град Врање је раскинуо уговор са организаторима фестивала не наводећи разлог таквог поступка.

## Учесници
На такмичењу је учествовало 23 локалних самоуправа (градова и општина).
| Општина/град    | Држава              | Извођач(и)‍                            | Песма‍                   |
| --------------- | ------------------- | ------------------------------------- | ----------------------- |
| Апатин          | Белгија             | Зорана Мрђа                           | What's The Pressure     |
| Бачки Петровац  | Француска           | Тамара Нинић                          | Mercy                   |
| Бечеј           | Кипар               | Даница Ђин                            | Oniro Mou               |
| Бојник          | Црна Гора           | Даница Бејатовић                      | Заувијек моја           |
| Босилеград      | Украјина            | Добри Миланов                         | Wild Dances             |
| Врање           | Србија              | Ања Кафеџиска и Маријана Стошић       | Иза осмеха              |
| Врбас           | Турска              | Нина Канкараш                         | Geliyorum Yanına        |
| Горњи Милановац | Швајцарска          | Вук Сретеновић                        | She Got Me              |
| Димитровград    | Чешка               | Марија Георгијев и Хелена Стојанов    | I Stand                 |
| Жабаљ           | Малта               | Драгана Танасић                       | Chameleon               |
| Књажевац        | Норвешка            | Миља Стојановић                       | Wild                    |
| Лесковац        | Северна Македонија  | Исидора Митић                         | Proud                   |
| Лозница         | Босна и Херцеговина | Јована Јанковић и Милица Турсуновић   | Ријека без имена        |
| Медвеђа         | Бугарска            | Катарина Петровић                     | If Love Was A Crime     |
| Нова Црња       | Аустралија          | Тамара Звекић                         | Somebody I Used To Know |
| Нови Сад        | Израел              | Николина Николић                      | Toy                     |
| Панчево         | Немачка             | Зорана Јовановић                      | Glorious                |
| Пирот           | Јерменија           | Наталија Тоскић                       | Qele Qele               |
| Сомбор          | Шведска             | Лука Шкибола                          | Too Late For Love       |
| Тител           | Русија              | Николина Вишекруна                    | A Milion Voices         |
| Ћуприја         | Грчка               | Александра Трајковић и Стојанка Пешић | My Number One           |
| Чачак           | Шпанија             | Лена Чикириз                          | Bandido                 |
| Шид             | Италија             | Никола Китић                          | Soldi                   |

## Резултати
Победу на такмичењу однео је Чачак са укупно 41 поеном (20 од стране жирија и 21 од стране публике). Победник жирија је град Пирот, а победник публике је Тител.
| Р. бр. | Град/општина   | Жири    | Жири  | Публика | Укупно | Пласман |
| Р. бр. | Град/општина   | Гласови | Поени | Публика | Укупно | Пласман |
| ------ | -------------- | ------- | ----- | ------- | ------ | ------- |
| 1.     | Лесковац       | 327     | 18    | 8       | 26     | 14.     |
| 2.     | Нови Сад       | 233     | 7     | 19      | 26     | 13.     |
| 3.     | Шид            | 260     | 9     | 18      | 27     | 11.     |
| 4.     | Панчево        | 180     | 1     | 22      | 23     | 15.     |
| 5.     | Тител          | 224     | 5     | 23      | 28     | 9.      |
| 6.     | Врање          | 229     | 6     | 7       | 13     | 19.     |
| 7.     | Лозница        | 222     | 4     | 4       | 8      | 22.     |
| 8.     | Бечеј          | 199     | 2     | 6       | 8      | 21.     |
| 9.     | Пирот          | 369     | 23    | 12      | 35     | 4.      |
| 10.    | Босилеград     | 267     | 10    | 20      | 30     | 7.      |
| 11.    | Г. Милановац   | 204     | 3     | 2       | 5      | 23.     |
| 12.    | Чачак          | 332     | 20    | 21      | 41     | 1.      |
| 13.    | Бачки Петровац | 271     | 12    | 16      | 28     | 10.     |
| 14.    | Жабаљ          | 269     | 11    | 9       | 20     | 16.     |
| 15.    | Сомбор         | 255     | 8     | 3       | 11     | 20.     |
| 16.    | Апатин         | 345     | 22    | 13      | 35     | 3.      |
| 17.    | Нова Црња      | 328     | 19    | 10      | 29     | 8.      |
| 18.    | Димитровград   | 333     | 21    | 15      | 36     | 2.      |
| 19.    | Врбас          | 296     | 15    | 17      | 32     | 5.      |
| 20.    | Бојник         | 289     | 13    | 5       | 18     | 17.     |
| 21.    | Медвеђа        | 317     | 17    | 14      | 31     | 6.      |
| 22.    | Књажевац       | 308     | 16    | 11      | 27     | 12.     |
| 23.    | Ћуприја        | 291     | 14    | 1       | 15     | 18.     |